# Åsta, Norge

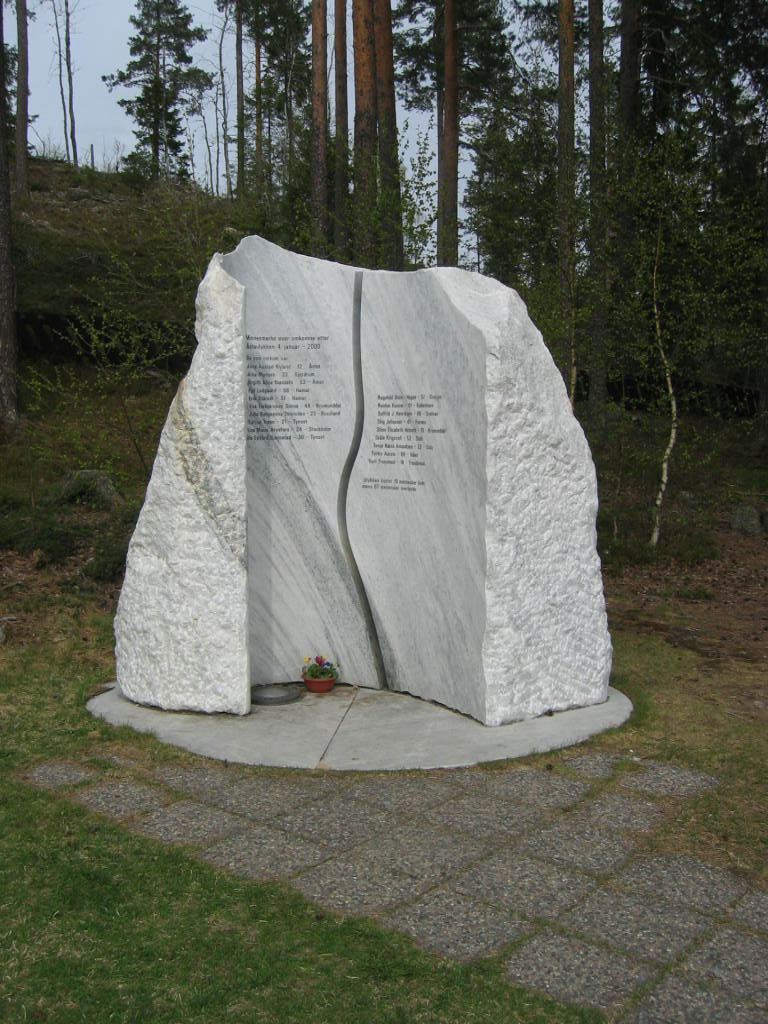
Minnesmärke över Åstaolyckan.

Åsta är en bygd i Åmots kommun i Innlandet fylke i östra Norge, längs järnvägen Rørosbanen, ca 7 km söder om Rena i Østerdalen. Den 4 januari 2000 inträffade en tågolycka här, varvid 19 personer omkom. 67 personer överlevde olyckan.
Åsta är även namnet på en älv i området.